# Зоја Дука
Зоја Дукина Порфирогенита (1062-29. август, пре 1136) је била византијска принцеза, ћерка цара Константина X Дуке и сестра цара Михаила VII Дуке.
Зоја је рођена 1062. године у Цариграду. Она је најмлађа ћерка цара Константина X Дуке и царице Евдокије Макремволитисе. Пошто је рођена у порфирној сали царске палате у Цариграду, где су рођена деца владајућег цара, Зоја је названа „порфирогенитком“. Нићифор Вријеније је у својим историјским записима известио да је Зоја била старија сестра аутократовог брата Константина Порфирогенита, који је желео да је уда за Алексија Комнина и због тога је био против брака Алексија и Ирине Дукине. У својој "Алексијади", Ана Комнина сугерише да је царица Евдокија планирала да уда Зоју за цара Нићифора III Вотанијата након што је овај ступио на престо 1078. године, али је уместо тога Зоја била верена за Нићифора Синадина, нећака цара Нићифора III, који је намеравао да га прогласи својим наследником. И до овог брака, међутим, није дошло, јер су 18. октобра 1081. године Нићифора убили Нормани Роберта Гвискара у бици код Драча.
Зоја Дука се у песми о прецима Георгија Палеолога зове Ана, што сугерише да се Зоја пред крај живота замонашила по угледу на свог мужа, који се такође замонашио. Неки истраживачи сматрају да се Адријан и Зоја помињу својим монашким именима Јован и Ана „од Дука“ у епитафу у цркви Богородице Памкаристове у Цариграду, који њих и њихову децу наводи међу ктиторима цркве. Из тога следи да Адријан и Зоја имају петоро деце:
- Евдокија Комнин, удата за Алексија Тарханиота
- Андроник Комнин, ожењен Евдокијом Дука
- Алексије Комнин, ожењен Ирином Синадином
- Адријан Комнин

У тзв У „Споменици сродника царице Ирине Дукине“ помиње се да је Зоја Дукина умрла 29. августа. а у некрологу манастира Пантократор помиње се као супруга великог доместика и стрина цара Јована II Комнина. Међутим, година њене смрти остаје непозната, али се верује да је Зоја умрла пре 1136. године.